# Erwin Schwartz
Erwin Schwartz (* 27. Juli 1916; † 6. Juli 2003) war ein deutscher Pädagoge und Professor für Grundschulpädagogik sowie Gründer der bundesdeutschen grundschulpädagogischen Reformbewegung.

## Leben
Sein Pädagogikstudium absolvierte er an den Hochschulen in Lauenburg, Posen und München. Nach dem Zweiten Weltkrieg begann er seine wissenschaftliche Karriere 1952 an der Pädagogischen Hochschule in Oldenburg als Pädagogischer Assistent, wo er später zum Hochschullehrer ernannt wurde. In dieser Zeit veröffentlichte er seine ersten reformorientierten grundschulpädagogischen Schriften. Er wandte sich früh gegen die damals vorherrschende volkstümliche Bildung und setzte sich für die Eigenständigkeit der Grundschule ein, die damals noch Unterstufe der Volksschule war. 1966 erhielt er den Ruf auf die Professur für Grundschulpädagogik der Hochschule für Erziehung an der Universität Frankfurt.
Bundesweit bekannt wurde er als Initiator des ersten bundesdeutschen Grundschulkongresses 1969 in Frankfurt a. M. Dort wurde soziale Gerechtigkeit im Bildungswesen thematisiert und die Möglichkeiten der Begabungsförderung aller Kinder betont. Seine aktive Einstellung zur Reform der Grundschule mündete in verschiedene Initiativen. So wurde er der Initiator und Herausgeber der Zeitschrift Grundschule, die er aus einem Beihefter von Westermanns Pädagogischen Beiträgen heraus entwickelte. Immer wieder betonte er in Artikeln die Notwendigkeit, die Ausbildung für Grundschullehrende zu verbessern und für Kinder ein gutes Lernklima zu schaffen. Er initiierte und gründete 1968/69 den Arbeitskreis Grundschule, der sich 1991 als Fachverband in den  Grundschulverband mit 16 Landesgruppen umwandelte. Der Arbeitskreis Grundschule gab unter der Federführung von Erwin Schwartz zahlreiche Bände der Reihe Beiträge zur Reform der Grundschule heraus. Darunter Bände über eine lebendige Gestaltung von Klassenräumen und die Integration von Lernorten außerhalb des Klassenzimmers in den Grundschulunterricht.
Erwin Schwartz trug durch viele Publikationen und insbesondere die Herausgabe des Bandes „Von der Heimatkunde zum Sachunterricht“ zur Profilierung des neuen Schulfaches Sachunterricht wesentlich bei.

## Ehrungen
Nach Schwartz wurde der Erwin-Schwartz-Grundschulpreis benannt, der vom Grundschulverband für besondere Verdienste um die Grundschule und die Bildung ihrer Kinder vergeben wird.
Preisträger: 2006 Heide Bambach, 2009 Richard Meier, 2014 Jörg Ramseger, 2016 Annemarie von der Groeben, 2018 an Hans Brügelmann, 2019 Horst Bartnitzky.

## Werke (Auswahl)
- Bilder und Wörter : ein Sprech-, Spiel- und Wörterbuch für deutsche und ausländische Kinder in Kindergarten und Grundschule. Braunschweig 1981
- Umgang mit Texten. Braunschweig 1980
- Ausländerkinder in Schule und Unterricht. Braunschweig 1980
- Von der Heimatkunde zum Sachunterricht : Prinzipien und Beispiele. Braunschweig 1977
- Initiativen für eine Schulreform von unten. Frankfurt
- Der Leseunterricht, Westermann Taschenbuch, Braunschweig 1971
- Die Grundschule – Funktion und Reform. Braunschweig 1969